# Верхние Никулясы
Ве́рхние Никуля́сы (фин. Ylä-Miikkulainen) — упразднённая деревня на территории Куйвозовского сельского поселения Всеволожского района Ленинградской области.

## Географическое расположение
Верхние Никулясы находились в 12 км к северу от деревни Волоярви на обоих берегах реки Авлога (фин. Vuolejoki), в месте впадения в неё Сокилова ручья (фин. Sokelovanjoki).

## История
Лютеранский приход Миккулайнен (фин. Miikkulainen) был основан в 1640 году в Нижних и тогда единственных Никулясах, и до 1870 года являлся капельным прихода Вуоле.
Вторые — Верхние Никулясы, появляются на карте Адриана Шонбека от 1705 года, под именем «Верхний Яр», Нижние же Никулясы на ней обозначены, как «Нижний Яр».
В дальнейшем название деревни меняется на Миклус, затем Микула, Верхний Никулас и Верхний Никуляс на реке Вола.
Как деревня Никулас она упоминается на «карте окружности Санкт-Петербурга» 1810 года.

НИКУЛАС — деревня, принадлежит графу Александру Остерману Толстому, жителей по ревизии 325 м. п., 308 ж. п. (1838 год)

В 1844 году деревня Верхний Никулас насчитывала 31 двор.
На этнографической карте Санкт-Петербургской губернии П. И. Кёппена 1849 года обозначена одна общая деревня «Miikulais», расположенная в ареале расселения эвремейсов. В пояснительном тексте к этнографической карте она названа Miikulais (Никулас) и указано количество её жителей на 1848 год: эвремейсов — 386 м. п., 389 ж. п., всего 772 человека.

НИКУЛЯС — деревня графа Остермана-Толстого, по просёлкам, 115 дворов, 419 душ м. п. (1856 год)

В списках населённых мест 1838 и 1856 годов деревни Верхние и Нижние Никулясы учитывались совместно.
Число жителей деревни Верхние Никулясы по X-ой ревизии 1857 года: 213 м. п., 210 ж. п..

ВЕРХНИЕ НИКУЛЯСЫ (ЛЯРИНА) — деревня владельческая при реке Явлоге, 76 дворов, жителей 226 м. п., 229 ж. п. (1862 год)

Население объединённого прихода Вуолы-Никулясы в 1865 году составляло 3472 человек.
В 1869 году временнообязанные крестьяне деревень Верхний и Нижний Никуляс выкупили свои земельные наделы у князей Л. В. и М. В. Голицыных.
Кирха лютеранского прихода Никулясы, в честь святого Михаила, была построена в деревне Верхние Никулясы в 1870—1871 годах и освящена 27(28) августа 1872 года. Деревянный храм был рассчитан на 665 человек.

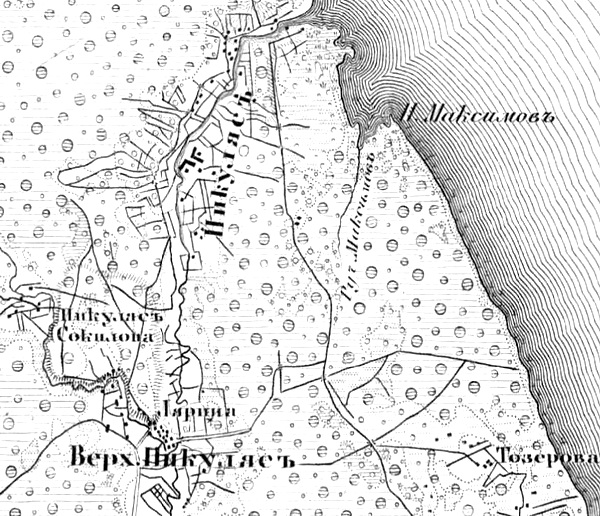
Деревни Верхние и Нижние Никулясы на карте Ф. Ф. Шуберта 1872 года

В 1875 году в деревне было 83 двора.
Согласно подворной переписи 1882 года в деревне проживали 112 семей, число жителей: 340 м. п., 350 ж. п.; лютеране: 316 м. п., 329 ж. п.; разряд крестьян — собственники. По данным Материалов по статистике народного хозяйства, сбором на продажу лесных ягод в деревне занимались 44 семьи.

ВЕРХНИЕ НИКУЛЯСЫ (КОНГАС, ЛЯРИНА) — село бывшее владельческое Матокской волости при реках Влоге и Елзаре, дворов — 84, жителей — 545; Церковь лютеранская, лавка. (1885 год).

В соседних Вуолах с 1889 года работала приходская воскресная школа.
В 1895 году открылась школа в Верхних Никулясах. Учителем в ней работал выпускник Колпанской семинарии И. Мононен.

ВЕРХНИЕ НИКУЛЯСЫ (ЛЯРИНО) — деревня Верхне-Никулясского сельского общества при р. Авлоге и р. Елзариоки, 91 двор, 288 м. п., 288 ж. п., всего 576 чел., кирка Вуольского евангелическо-лютеранского прихода, школа ведомства.

ЗЕМЛЯ НИКУЛЯССКОЙ лютеранской кирки Вуольского прихода — пасторат 1 дом, 1 м. п., 1 ж. п., всего 2 чел. в черте крестьянского надела селения Верхние Никулясы (Лярино), лютеранская кирка.

РЯНЕ-КЮЛЯ — посёлок, часть селения Верхние Никулясы, при р. Авлоге 7 дворов, 20 м. п., 28 ж. п., всего 48 чел.

СИТЦА КОЛКА — посёлок, составляет часть селения Верхние Никулясы, Верхне-Никулясского сельского общества при р. Авлоге и р. Елзари-Екки, 6 дворов, 
18 м. п., 19 ж. п., всего 37 чел.

СОГЕЛОВО — выселок, составляет часть селения Верхние Никулясы при р. Елзариоки, 19 дворов, 45 м. п., 56 ж. п., всего 101 чел. (1896 год)

В конце XIX — начале XX века деревня административно относилась к Матокской волости 2-го стана Шлиссельбургского уезда Санкт-Петербургской губернии. Население деревни было однородным — финским.
В 1910 году в деревне открылась вторая школа. Учителем в ней работал Й. Хайконен.
В объединённом приходе Вуолы-Никулясы в 1917 году насчитывалось 6768 человек.
В 1919 году кирха во время боевых действий была сожжена, в связи с этим в деревне Нижние Никулясы в доме местного жителя Ф. Ф. Раннеля было устроено молитвенное помещение, использовавшееся до 1927 года.
Согласно переписи населения СССР 1926 года:

НИКУЛЯСЫ ВЕРХНИЕ — деревня в Никулясском сельсовете Куйвозовской волости Ленинградского уезда, 134 хозяйства, 612 душ.
 
Из них: русских — 4 хозяйства, 20 душ (11 м. п. и 9 ж. п.); ингерманландцев — 124 хозяйства, 579 душ (275 м. п. и 304 ж. п.); суоми — 5 хозяйств, 12 душ (9 м. п. и 3 ж. п.); латышей — 1 хозяйство, 1 душа м. п. (1926 год)

В том же 1926 году был организован Никуляский финский национальный сельсовет с центром в Верхних Никулясах, население которого составляли: финны — 1261 человек, русские — 39 человек, другие нац. меньшинства — нет. В него входили деревни: Верхние и Нижние Никулясы, Салокюля и Тозерово. Сельсовет находился в составе Куйвозовской волости Ленинградского уезда.
В 1927 году на месте сгоревшей кирхи был построен новый деревянный храм, освящённый 12 октября 1927 года. Он не имел ни колоколов, ни органа.
В 1928 году население деревни составляло 1160 человек.
Кирха вновь была закрыта 1931 и снесена в 1934 году.
Все пасторы объединённого прихода Вуолы-Никулясы: Хенрик Паулиниус (1709—1725), Самуэль Васлин (1725—1741), Георг-Христиан Авенариус (1741—1787), Александр Авенариус (1817—1837), Йохан Мерселиус (1837—1849), Петер-Густав Авенариус (1850—1854), Вильхельм-Теодор Перониус (1855—1918), епископ Феликс Реландер (1921), Пека Бистер (1922—1923), Исакки Вирронен (1925—1927), Аатами Куорти (декабрь 1927—1929 (арестован)), Юхана Музакка (май 1930—12.03.1931 (арестован)).
По административным данным 1933 года в Никулясский сельсовет Куйвозовского финского национального района входили деревни: Никуляссы, Тозерово и Салокюля, общей численностью населения 1233 человека.
По административным данным 1936 года деревня Верхние Никуляссы являлась административным центром Никулясского сельсовета Токсовского района.  В сельсовете было 5 населённых пунктов, 345 хозяйств и 6 колхозов. В течение мая-июля 1936 года жители деревни были выселены в восточные районы Ленинградской области. Выселение гражданского населения из приграничной местности осуществлялось в Бабаевский, Боровичский, Вытегорский, Кадуйский, Ковжинский, Мошенской, Мяксинский, Пестовский, Петриневский, Пришекснинский, Устюженский, Хвойнинский, Чагодощенский, Череповецкий и Шольский районы. В настоящее время они входят в состав Вологодской и Новгородской областей.
Согласно административным данным на 1 января 1939 года «в деревне населения нет». Национальный сельсовет был ликвидирован весной 1939 года. По данным переписи населения 1939 года такого населённого пункта уже не существовало, хотя на картах того времени он ещё обозначался с точностью до дома.

Деревня Верхние Никулясы на карте 1939 года

Жилые строения деревни Верхние Никулясы изчезли в 1960-е годы. 
Сейчас — урочище Верхние Никулясы.

## Памятники
В урочище Верхние Никулясы расположен памятник истории — братское кладбище красноармейцев и советских воинов, погибших в гражданскую, советско-финляндскую и Великую Отечественную войны.

## Фото

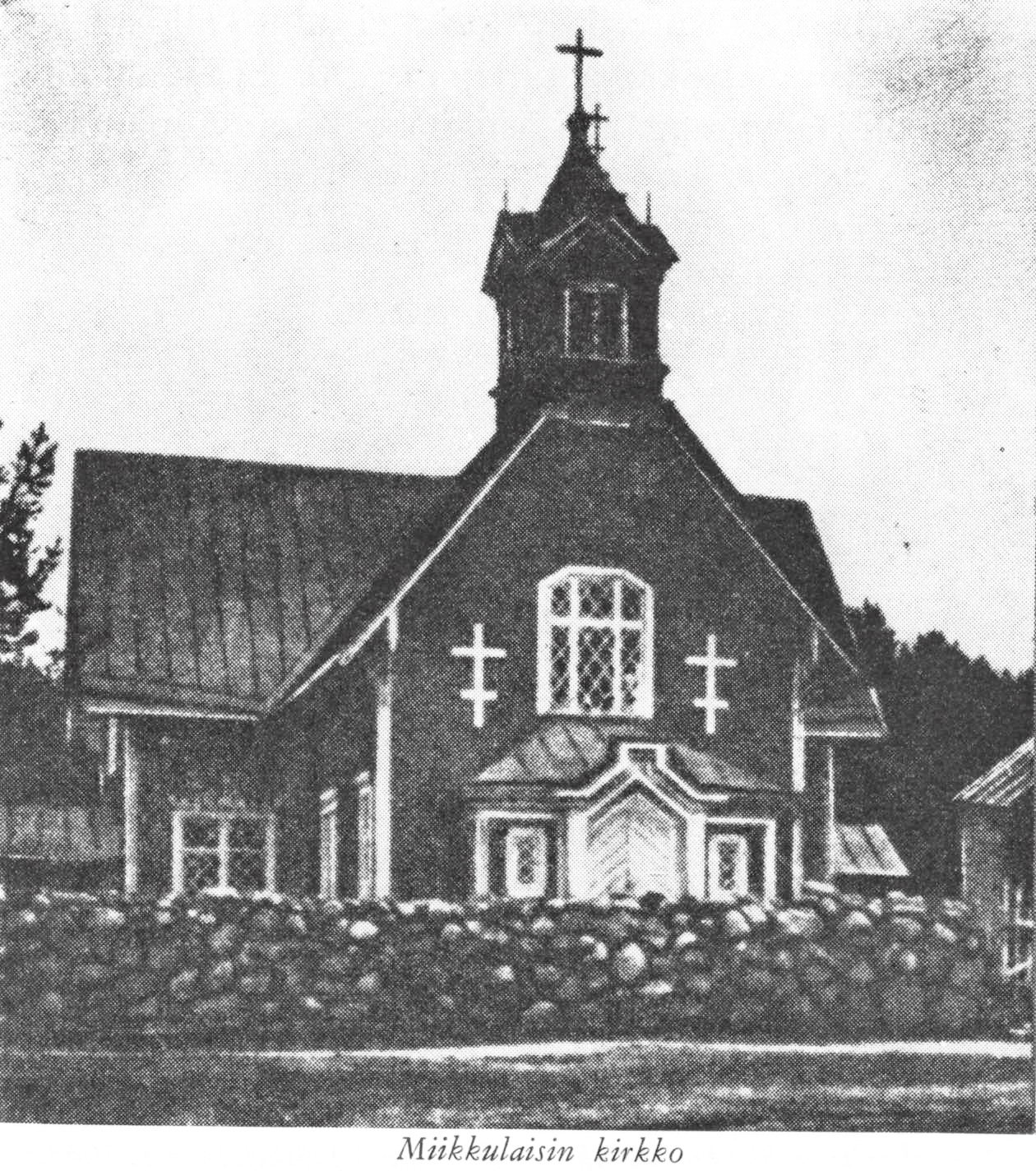
Кирха в Верхних Никулясах. 1911 год
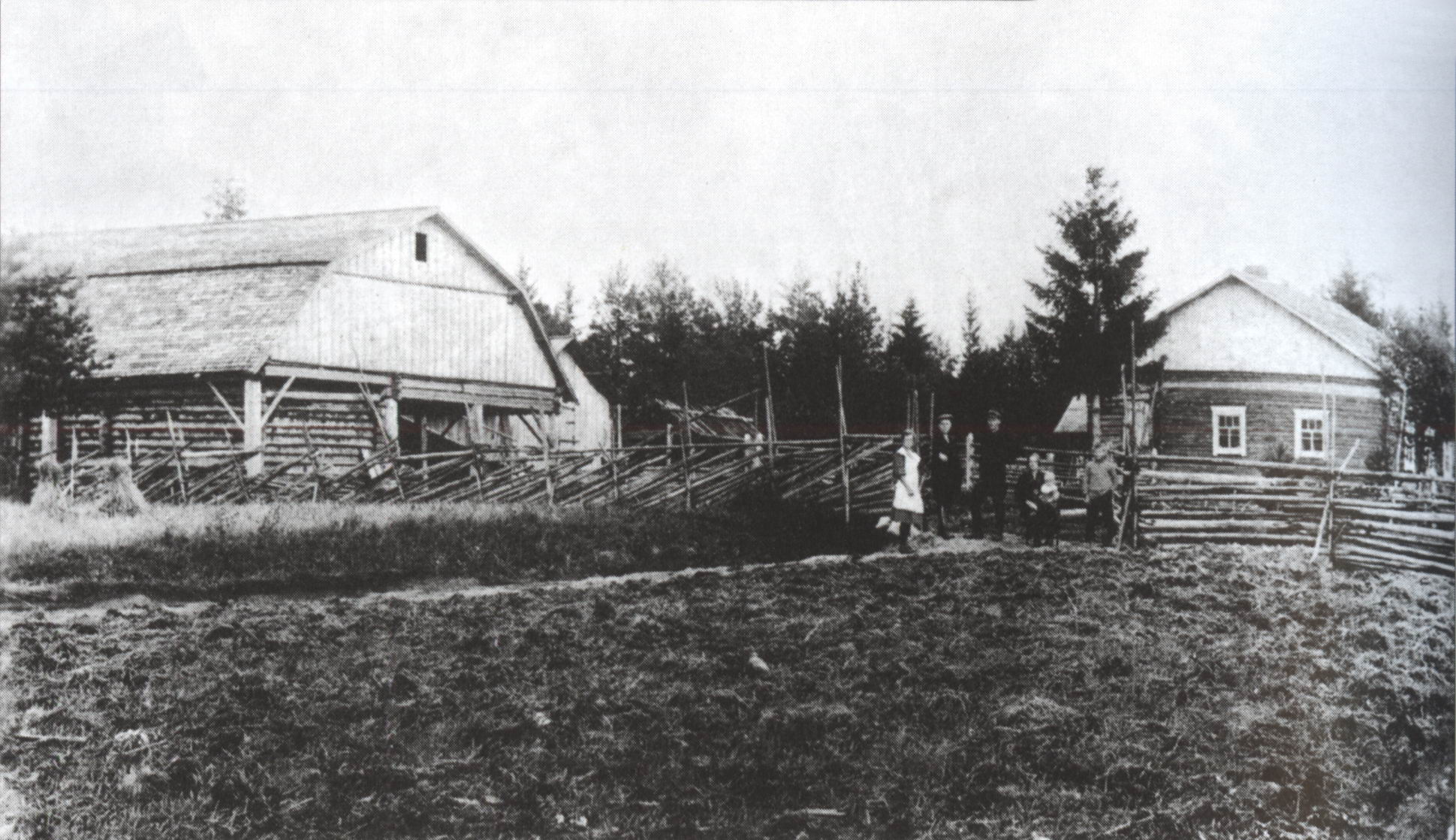
Верхние Никулясы. Двор Матти Тиинуса. 1921 год
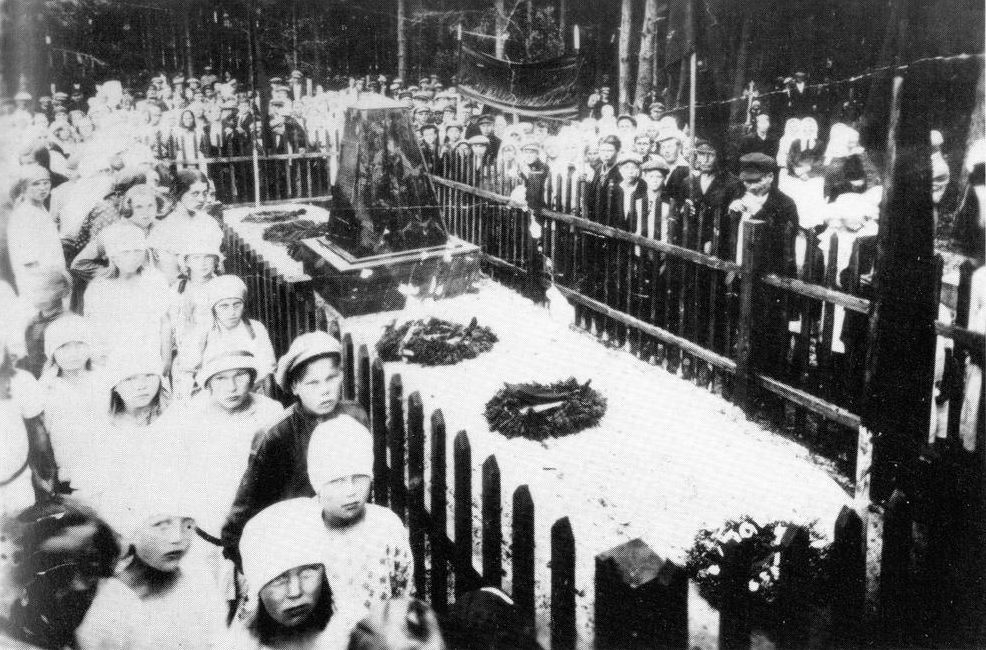
Кладбище в Верхних Никулясах. 28.07.1922. Траурный митинг по ингерманландским большевикам, погибшим в 1919 году